# Walter Diewock
Walter Diewock (* 13. Juni 1953 in Karlsbad) ist ein deutscher Maler, Grafiker und Illustrator.

## Leben
Diewocks elterliches und verwandtschaftliches Umfeld war musisch, in der Freizeit wurde gezeichnet, gemalt und musiziert. In Abertham (Abertamy), einem böhmischen Dorf mit 1200 Einwohnern in der Nähe von Karlsbad, wuchs er auf. Schon sehr früh begann er zu zeichnen, noch vor seiner Einschulung wetteiferte er mit einem Freund, wer die Typen von Wilhelm Busch treffender kopieren kann. Mit Blockflötenunterricht und Ziehharmonika erhielt er seine Grundausbildung in der Musik.
Er besuchte die Kunstschule in Schlackenwerth (Ostrov) bei Karlsbad. 1967 zog die Familie als Spätaussiedler in die Bundesrepublik Deutschland, nach Langen in Hessen. Aufgrund der finanziellen Bedenken seiner Eltern wurde Diewock zunächst nicht Maler, sondern technischer Zeichner, und übte den Beruf zwei Jahre lang aus.
In den achtziger Jahren beschäftigte er sich vorwiegend mit Radiertechniken und anderen künstlerischen Druckverfahren, was ihn auch zur Bebilderung von Büchern führte. 1992 gründete er seinen Verlag Kapillenzacker Dreieich. Seit 1986 ist er mit der Schriftstellerin Hanne F. Juritz verheiratet.
Diewock illustrierte unter anderem das Buch „Jup und Adolf“ (2015) von Ernst Erich Noth, eine Satire auf das Dritte Reich mit Wilhelm Buschs Max und Moritz als Vorlage. Er steuerte auch mehrfach Illustrationen zu Werken seiner Ehefrau bei.

## Einzelausstellungen (Auswahl)
- 1986: Künstlerkeller, Schloss Darmstadt
- 1990: Novotel, Flughafen Frankfurt/Main
- 1994: Atelier Dreieich-Dreieichenhain
- 1997: Humboldtbibliothek Berlin
- 2000: Stadtbücherei Neu-Isenburg
- 2001: Kanzlei Kühne-Geiling, Dietzenbach
- 2001: artnet galerie, Seeheim-Jugenheim
- 2002: raum und klang, Dreieich-Sprendlingen
- 2003: Atelier "bei hanne" Dreieichenhain
- 2024: Atelierhaus Darmstadt